# Français de La Réunion
Ne doit pas être confondu avec créole réunionnais.
 (août 2018).
Si vous disposez d'ouvrages ou d'articles de référence ou si vous connaissez des sites web de qualité traitant du thème abordé ici, merci de compléter l'article en donnant les références utiles à sa vérifiabilité et en les liant à la section « Notes et références ».
Le français de La Réunion, à ne pas confondre avec le créole réunionnais, est une variation locale du français que pratiquent les personnes originaires de l'île de La Réunion, département d'outre-mer Français dans le sud-ouest de l'océan Indien. Il utilise des termes et expressions spécifiques pour qualifier des réalités locales inconnues en France métropolitaine, par exemple « babouk » pour désigner un type d'araignée. Ceci, comme bien d'autres exemples, représente donc l'utilisation de mots créoles comme partie intégrante du français (ces mots considérés localement comme bien français sont des régionalismes, qui viennent enrichir la langue française plutôt que de la diversifier en un dialecte local, ils correspondent à des usages localement préférés entre leurs locuteurs, mais n’entraînent pas de défaut majeur d'inter-compréhension avec les autres francophones).